# Гартон-Эш, Тимоти
Тимоти Гартон-Эш (англ. Timothy Garton Ash; род. 12 июля 1955, Лондон) — британский историк, автор работ, посвящённых политике и современной истории Центральной и Восточной Европы. Директор Центра европейских исследований (англ. European Studies Centre) при колледже Св. Антония (Оксфордский университет), сверхштатный член Берлинско-Бранденбургской академии наук. CMG.

## Образование и научная работа
Получил степень бакалавра и магистра искусств в Оксфордском университете и продолжал образование в Западном Берлине (Свободный университет) и в ГДР (университет имени Гумбольдта).
Находясь в Берлине в 80-е годы XX века, Эш занимался исследованием истории движения Сопротивления в нацистской Германии, собирая материал как в Западной Германии, так и в ГДР. Его первая книга, «„Ты мне больше не брат…“: ГДР сегодня» (нем. ‘Und willst Du nicht mein Bruder sein …’ Die DDR heute), вышла в Западной Германии в 1981 году. В дальнейшем он посетил в исследовательских целях и другие страны социалистического лагеря, работая как над фундаментальными монографиями, так и над статьями для таких изданий, как The New York Review of Books, The Independent, The Times и The Spectator. Его исследования освещают процесс освобождения Восточной Европы от коммунистической идеологии.
В 1986—1987 годах Гартон-Эш состоял членом Международного научного центра имени Вудро Вильсона в Вашингтоне. С 1990 года он является членом Колледжа св. Антония Оксфордского университета, где с 2001 по 2006 год возглавлял также Центр европейских исследований. В 2000 году Гартон-Эш стал старшим научным сотрудником при Гуверовском институте Стэнфордского университета. Входит в Европейский совет по международным отношениям.
Тимоти Гартон-Эш является членом Королевского литературного общества, Королевского исторического общества и Королевского общества искусств, а также внештатным членом Берлинско-Бранденбургской академии наук.

### Монографии
- Facts are Subversive: Political Writing from a Decade without a Name (2009)
- Free World: Why a Crisis of the West reveals the Opportunity of our Time (2004)
- History of the Present: Essays, Sketches, and Dispatches from Europe in the 1990s (2000)
- The File: A Personal History (1997)
- In Europe’s Name: Germany and the Divided Continent (1993)
- We the People: The Revolution of '89 witnessed in Warsaw, Budapest, Berlin and Prague (1990)
- The Uses of Adversity: Essays on the Fate of Central Europe (1989)
- The Polish Revolution: Solidarity (1983)
- «Und willst Du nicht mein Bruder sein…» Die DDR heute (1981)

### Сотрудничество с периодическими изданиями
Тимоти Гартон-Эш продолжает публиковаться в следующих периодических изданиях:
- The New York Review of Books
- The Guardian (еженедельная колонка)
- The New York Times
- The Washington Post
- The Wall Street Journal

## Политические взгляды
- В 2019 году подписал «Открытое письмо против политических репрессий в России»[4].

## Награды и премии
Профессор Эш является почётным доктором Сент-Эндрюсского университета — старейшего в Шотландии. Он удостоен ряда международных премий, включая Премию Сомерсета Моэма, присуждаемую англоязычным авторам в возрасте до 35 лет (1984 год, за книгу «Польская революция: „Солидарность“»), и Оруэлловскую премию, присуждаемую авторам, пишущим на политические темы, в категории «Журналистика» (как колумнист The Guardian). Он является кавалером британского Ордена Святого Михаила и Святого Георгия, а также орденов за заслуги перед ФРГ, Польшей и Чешской Республикой.
В 2005 году Гартон-Эш был включён журналом Prospect в список ста наиболее влиятельных интеллектуалов мира. В том же году журнал Time включил его в свой список ста самых влиятельных людей мира в категории «Учёные и мыслители».